# Societas Italica Rosae Crucis
Societas Italica Rosae + Crucis, também conhecida pela sigla S.I.R + C, é uma sociedade rosacruciana italiana e mundial.
O objetivo da Societas consiste no estudo e aprofundamento de todos os assuntos ligados à tradição do movimento filosófico europeu chamado Rosacrocianismo, e de todas as disciplinas hermético-alquímico-cabalísticas próprias da cultura esotérica ocidental; incluindo o aprofundamento dessa corrente de pensamento chamada Martinismo, bem como de todas as influências simbólicas e rituais vindas do Egito Antigo e fundidas, após a campanha napoleônica de 1799, nos círculos culturais europeus.

## História
A Societas Itálica Rosae Crucis nasceu em 21 de março de 2017, no Baixo Piemonte, inspirada no impulso Rosa-cruz original, que em forma oculta começou a atuar já no século XIII e subseqüentemente surgiu em forma exotérica com o Manifesto Rosacruz, que são as Fama Fraternitatis Rosae Crucis (1614), Confessio Fraternitatis (1615) e o casamento químico de Christian Rosenkreuz (1616). Inicialmente composto por alguns membros de outras realidades iniciáticas, incluindo a Maçonaria e o Martinismo, mais tarde ele encontrou grande interesse por parte de muitos iniciados e esoteristas, que se espalharam, no espaço de dois anos, para diferentes partes da Itália e do mundo.

## Filosofia
A Societas Italica Rosae + Crucis é uma empresa iniciante que cultiva a tradição Rosa-cruz, idealmente fundada por Christian Rosenkreuz, com especial referência à tradição italiana de: Federico Gualdi, Giuseppe Francesco Borri, Francesco Maria Santinelli, Massimiliano Savelli Palombara e Cristina da Suécia. 

## Estrutura do S.I.R + C

### I Ordem
Graus de Aprendizagem :
- I grau - Zelator
- II grau - Theoricus
- III grau- Practicus
- IV grau - Philosophus

### II Ordem
Graus de Ensino:
- V grau - Adeptus Minor
- VI grau - Adeptus Major
- VII grau - Adeptus Exemptus

### III Ordem
Graus de Governo:
- VIII grau - Magister Templi
- IX grau - Magus

## Requisitos de acesso
O acesso é garantido a todos aqueles que atingiram a maioridade e professam fé na trindade cristã. A entrada na Ordem ocorre exclusivamente por cooptação.